# Аньшаньський металургійний комбінат
Аньшаньський металургійний комбінат (кит.: 鞍山制铁所) — один з найбільших металургійних комбінатів Китаю, розташований у місті Аньшань (провінція Ляонін, в минулому — південна Маньчжурія). Заснований у 1916 році Південно-Маньчжурською залізничною компанією за участі японських капіталістів. Його будівництво було приурочено до маньчжурських покладів залізної руди і коксівного вугілля. Під час Другої світової війни і Громадянської війни у 1945—1948 роках був зруйнований і у 1950-х роках відновлений за допомоги СРСР. У 2-й половині 20 століття був найбільшим металургійним комбінатом Китаю. Належить державній компанії «Ansteel Group».

## Історія

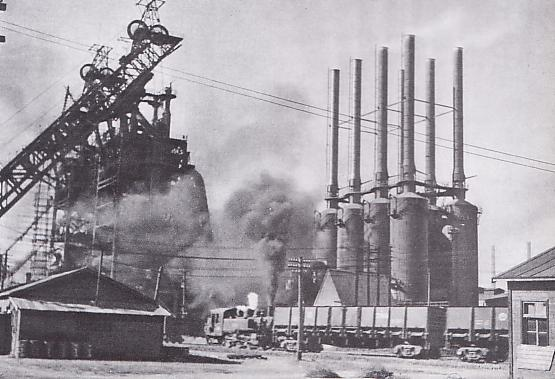
Аньшанський завод (завод Сьова). Фото до 1945 року.

Аньшанський металургійний завод був побудований в 1916—1918 роках Південно-Маньчжурською залізничною компанією, що нею володіли японські капіталісти, яка отримали концесію на розробку залізняку в Маньчжурії. Завод був приурочений до маньчжурських покладів залізняку і коксівного вугілля.
У період японської окупації північно-східного Китаю (1931—1945) завод був розширений і перетворений на комбінат. У 1933 році, з приєднанням до заводу японської компанії «Сьова сейко», він став називатися «завод Сьова» (яп. 昭和製鋼所). У 1938—1941 роках на ньому стали до ладу 4 доменних печі з щоденною продуктивністю 700 тис. т кожна. На роботу на завод було направлено велику партію японських робітників. Неяпонські працівники заводу отримували в кілька разів меншу зарплатню ніж була у японців. За роки японської окупації навколо Аньшанського комбінату виросло до 10 заводів, зайнятих як переробкою відходів металургії, так і обслуговуванням потреб комбінату. Імпортуючи технології виробництва сталі з на той час нацистської Німеччини, металургійний завод Сьова став центральним елементом державної індустріалізації Маньчжоу-Го. У рамках нового бізнес-плану сталеливарний завод Сьова придбав в Німеччині обладнання для прямого відновлення руди за Крупп-Ренн процесом і з вересня 1937 року відправив студентів на стажування до Німеччини. Обладнання, отримане від Круппа, було встановлено в 1939 році і дозволило значно збільшити виробництво. У 1941 році металургійний завод Сьова мав загальну виробничу потужність 1 750 000 тонн чавуну і 1 000 000 тонн сталі. У 1942 році загальна виробнича потужність металургійного заводу Сьова досягла 3 600 000 тонн, що зробило його одним з найбільших виробників чавуну та сталі у світі.

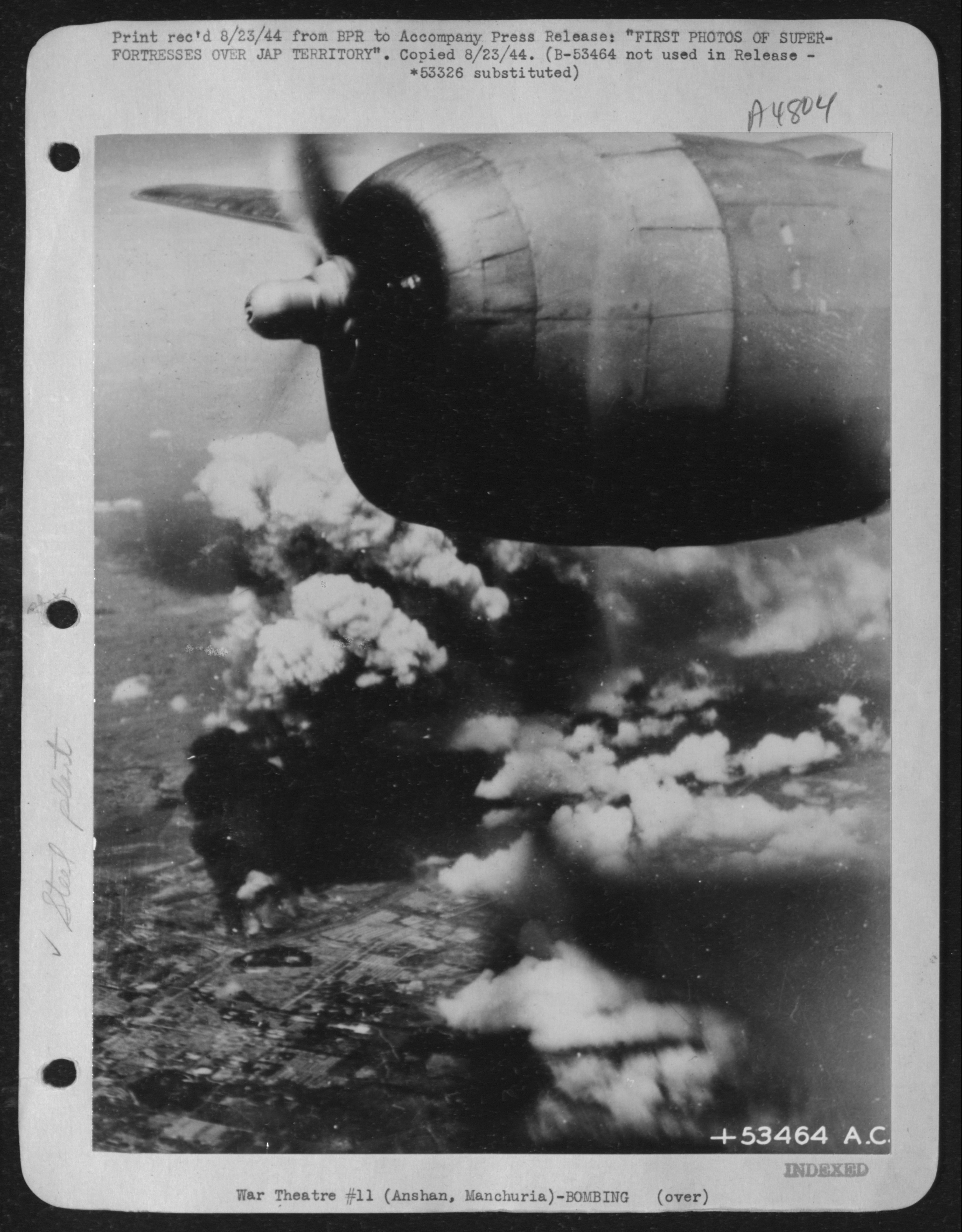
Бомбардування заводу американськими військами влітку 1944 року.

Під час Другої світової війни піддавався авіанальотам амеріканських ВПС, що примусило японців перемістити в Аньшань авіапідрозділ для його захисту. В ході воєнних дій в кінці Другої світової війни і під час Громадянської війни у 2-й половині половині 1940-х років комбінат був сильно пошкоджений. Після поразки Японії у серпні 1945 року Червона Армія ввійшла у Аньшань і демонтувала найважливіше обладнання з заводу, перевезши значну його частину до Радянського Союзу. Після відступу радянських військ, в 1946 році гоміньданівський уряд Китаю конфіскував металургійний завод Сьова та інші японські заводи в Аньшані, реорганізувавши їх у державне підприємство під назвою Аньшанський металургійний комбінат (Аньган).
Коли Комуністична партія Китаю захопила Аньган у 1948 році, вона почала його реконструкцію. Після утворення КНР (1949) завод був відновлений та розширений за допомогою СРСР; у виробництво впроваджено науково-технічні досягнення радянської металургії. Це дозволило довести техніко-економічні показники (коефіцієнт використання корисного обсягу доменних печей, середньодобовий знімання сталі з 1 м² площі поду мартенівських печей) до передового світового рівня.

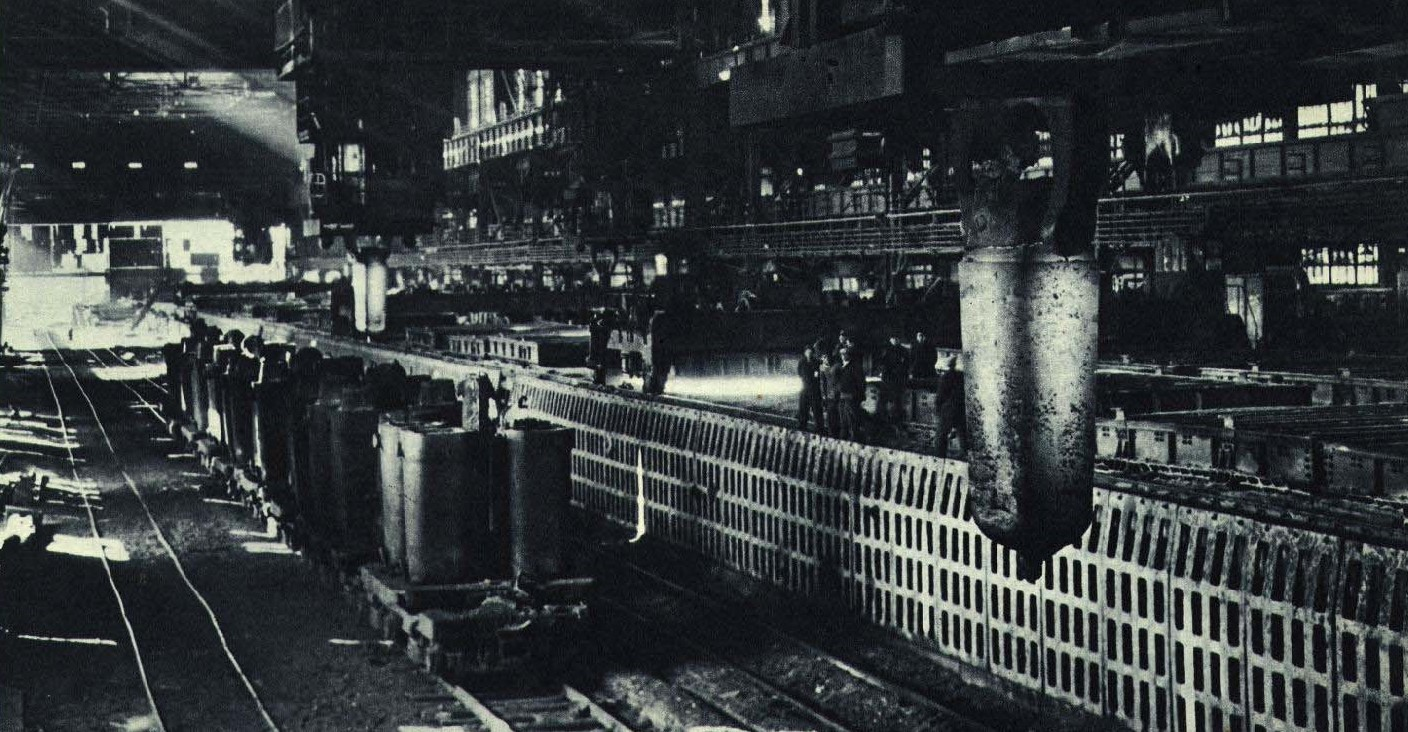
Обтискний цех заводу. 1962 рік.

У 1953—1960 роках здійснювалася реконструкція і потужність комбінату за виробництвом чавуну, сталі та прокату значно зросла. У 1958 році на комбінаті було виплавлено 4,5 млн дол. т сталі. У 1961—1963 роках розширення комбінату різко сповільнилося і у виробництві настав спад. У 1964 році відновилися роботи з розширення комбінату.
До 1967 на комбінаті було 10 доменних печей із добовою продуктивністю від 350 до 2000 т чавуну; 24 мартенівські печі, з яких ємність 2 найбільших становила по 500 т кожна; 17 коксових батарей; більш ніж 20 прокатних станів. У 1965—1966 роках комбінат виплавляв щорічно понад 5 млн т сталі (близько половини всього виробництва у Китаї). Основну частину залізорудної сировини, коксівного та енергетичного вугілля, доломіту, магнезиту та іншої сировини комбінат отримував з копалень і шахт провінції Ляонін, розташованих поблизу.
У 1968 році на комбінаті працювало приблизно 100 тис. робітників. У 1970-х роках до складу комбінату входили: залізорудні підприємства, збагачувальні та агломераційні фабрики, металургійний завод з доменними та мартенівськими цехами, прокатним виробництвом, коксохімічний та магнезитовий заводи, виробництво вогнетривких матеріалів, ТЕС (220 МВт). З металургійним комбінатом безпосередньо був пов'язаний завод із виробництва кислот та мінеральних добрив та завод гірничорудного обладнання.

## Сучасний стан
На комбінаті працює 7 доменних печей, 11 кисневих конверторів. Потужність доменного виробництва становить 16,6 млн т чавуну на рік, киснево-конверторного — 20 млн т сталі на рік. Комбінат випускає листопрокат, в тому числі з покриттям, холодний і гарячий прокат, труби, дріт. Основними споживачами продукції комбінату є підприємства автомобілебудування, будівельної галузі, машинобудування і транспорту.